# Emma Watson
Emma Charlotte Duerre Watson (n. 15 aprilie 1990, Le Marais⁠(d), Île-de-France, Franța) este o actriță britanică și model care a devenit celebră pentru rolul ei, Hermione Granger, din seria de succes Harry Potter. Emma Watson a fost aleasă pentru rolul lui Hermione Granger la vârsta de 9 ani, deși înainte a jucat doar în piesele de teatru de la școală. Din 2001 până în 2010 a jucat în opt  filme din seria Harry Potter alături de Daniel Radcliffe și Rupert Grint. Munca lui Watson în filmele Harry Potter i-a adus multe premii și peste 10.000.000 lire sterline. Debutul de model a avut loc în 2009 participând la prezentarea colecției toamnă/iarnă a companiei Burberry.
În 2007, Emma Watson a anunțat că va juca în trei filme care nu aparțin seriei Harry Potter, acestea fiind: Pantofii de balet, filmul animat Povestea lui Despereaux și Frumoasa și bestia. Pantofii de balet a avut debutul la 26 decembrie 2007, având o audiență de 5,2 milioane spectatori, iar Povestea lui Despereaux a apărut pe marile ecrane în 2008 și a adunat un venit de 70 milioane dolari până în prezent.

## Biografie
Emma Watson s-a născut în  Paris, părinții ei fiind Jacqueline Luesby și Chris Watson, amândoi avocați englezi. Watson are o bunică de origine franceză și a locuit în Paris până la vârsta de 5 ani. După divorțul părinților s-a mutat cu mama ei și fratele ei mai mic în Oxfordshire, petrecându-și sfârșiturile de săptămână la tatăl său în Londra. De la vârsta de 6 ani, Watson a vrut să devină actriță și timp de câțiva ani a jucat teatru la o școală, filiala din Oxford a Stagecoach Theatre Arts, unde a studiat dansul, actoria și canto. Până la vârsta de 9 ani a jucat în numeroase piese ale școlii, dar a jucat doar ca amatoare până a început colaborarea la seria Harry Potter.

## Filme
| An   | Film                                             | Rol                  | Note |
| ---- | ------------------------------------------------ | -------------------- | --- |
| 2001 | Harry Potter și Piatra Filozofala                | Hermione Granger     | Lansat ca Harry Potter și Piatra Vrajitorului în Statele Unite și India Nominalizată pentru Cea mai Bună Performanță a unui Tânăr Actor la Saturn Award Nominalizată pentru Cel mai Bun Debut la Empire Awards Nominalizată pentru Cea mai Bună Performanță a unui Tânăr Actor, PFCS Award Câștigat Cea mai Buna Performanță a unui Tânăr Actor într-un rol feminin principal Young Artist Award |
| 2002 | Harry Potter și Camera Secretelor                | Hermione Granger     | Nominalizată pentru Cea mai Bună Performanță a unui Tânăr Actor, PFCS Award |
| 2004 | Harry Potter și Prizonierul din Azkaban          | Hermione Granger     | Nominalizată pentru Cea mai Bună Tânară Actriță - Alegerea Criticilor |
| 2005 | Harry Potter și Pocalul de Foc                   | Hermione Granger     | Nominated for Best Young Actress Critics Choice Award Nominalizată pentru Cea mai Bună Tânară Actriță - Alegerea Criticilor |
| 2007 | Harry Potter și Ordinul Phoenix                  | Hermione Granger     | Nominalizată pentru Cea mai Bună Actriță la Empire Awards Câștigat Cea mai Buna Performanță Feminină la National Movie Award |
| 2007 | Ballet Shoes                                     | Pauline Fossil       | Film difuzat pe BBC One |
| 2008 | The Tale of Despereaux                           | Princess Pea         | Vocea lui Princess Pea |
| 2009 | Harry Potter și Prințul Semipur                  | Hermione Granger     | 15 July 2009 (UK, US, AUS) Nominalizată pentru Cea mai Bună Actriță Scream Award |
| 2010 | Harry Potter și Talismanele Morții: Partea 1     | Hermione Granger     | |
| 2011 | Harry Potter și Talismanele Morții: Partea a 2-a | Hermione Granger     | |
| 2012 | The Perks of Being a Wallflower                  |                      | |
| 2014 | Noe                                              | Ila, soția lui Sem   | |
| 2015 | Colonia                                          | Lena                 | |
| 2017 | Frumoasa și bestia                               | Belle                | |
| 2017 | The Circle                                       | Mae Holland          | |
| 2019 | Fiicele doctorului March                         | Margaret „Meg” March | |